# Cuerpo de fracciones
En álgebra abstracta, se denomina cuerpo de fracciones de un dominio de integridad {\displaystyle A} al mínimo cuerpo que contiene a dicho dominio. Dicho cuerpo siempre existe y se denota por {\displaystyle Q(A)}, {\displaystyle \mathrm {Quot} (A)} (del inglés: quotient field) o {\displaystyle \mathrm {Frac} (A)}.
El ejemplo más sencillo de un cuerpo de fracciones es el de los números racionales, que son el cuerpo de fracciones de los números enteros. El cuerpo de fracciones de cualquier otro dominio de integridad se construye de manera análoga a este.

## Construcción
Sea un anillo conmutativo {\displaystyle A}, que a su vez sea un dominio de integridad, es decir, que carezca de divisores de cero. Denotaremos por {\displaystyle A^{*}} al conjunto {\displaystyle A\setminus \{0\}}. El proceso de construcción del cuerpo de fracciones de {\displaystyle A} es el siguiente:
- Formamos el producto cartesiano {\displaystyle A\times A^{*}}, compuesto por  todos los pares ordenados {\displaystyle (a,b)}, donde {\displaystyle a,b\in A}, y {\displaystyle b\neq 0}.
- Definimos la relación {\displaystyle {\mathcal {R}}} definida por:

{\displaystyle (a,b){\mathcal {R}}(c,d)\iff a\cdot d=b\cdot c}.
Esta {\displaystyle {\mathcal {R}}} es una relación de equivalencia.
| Demostración |
| - La relación {\displaystyle {\mathcal {R}}} es: - Reflexiva: por ser {\displaystyle A} conmutativo {\displaystyle \forall a,b\in A:a\cdot b=b\cdot a\implies (a,b){\mathcal {R}}(b,a)}. - Simétrica: de nuevo por la conmutatividad en {\displaystyle A}: {\displaystyle \forall a,b,c,d\in A:a\cdot d=b\cdot c\implies c\cdot b=d\cdot a}, luego {\displaystyle \forall a,b,c,d\in A:(a,b){\mathcal {R}}(c,d)\implies (c,d){\mathcal {R}}(a,b)} - Transitiva: Dados {\displaystyle a,b,c,d,e,f\in A} tales que {\displaystyle (a,b){\mathcal {R}}(c,d)} y {\displaystyle (c,d){\mathcal {R}}(e,f)} entonces: {\displaystyle a\cdot d=b\cdot c} y {\displaystyle c\cdot f=d\cdot e}, por lo cual {\displaystyle (a\cdot f)\cdot d=f\cdot (a\cdot d)=f\cdot (b\cdot c)=b\cdot (c\cdot f)=b\cdot (d\cdot e)=(b\cdot e)\cdot d} y por la propiedad cancelativa (dado que {\displaystyle d\neq 0}):{\displaystyle a\cdot f=b\cdot e}, de donde {\displaystyle (a,b){\mathcal {R}}(c,d)\land (c,d){\mathcal {R}}(e,f)\implies (a,b){\mathcal {R}}(e,f)} |

- Denotamos por {\displaystyle Q(A)} al conjunto cociente {\displaystyle (A\times A^{*})/{\mathcal {R}}}, y por {\displaystyle {\frac {a}{b}}} a la clase de equivalencia del par ordenado {\displaystyle (a,b)}.

Como se verá más adelante, a este conjunto {\displaystyle Q(A)} se le puede dotar de estructura de cuerpo con las operaciones adecuadas. Además, el anillo {\displaystyle A} es un subanillo de {\displaystyle Q(A)}, ya que podemos identificar cada elemento {\displaystyle a\in A} con el elemento {\displaystyle {\frac {a}{1}}\in Q(A)}. Otra propiedad interesante es que este cuerpo es, salvo isomorfismo, el menor cuerpo que contiene a {\displaystyle A}. Es decir, si existe un cuerpo {\displaystyle K} tal que {\displaystyle A\subset K}, entonces {\displaystyle Q(A)\subseteq K}. En particular, si {\displaystyle A} es un cuerpo entonces es isomorfo a su cuerpo de fracciones.

## Operaciones del cuerpo

### Suma
Definimos la suma en el cuerpo de fracciones como {\displaystyle +:Q(R)\times Q(R)\longrightarrow Q(R)} de la siguiente manera:
{\displaystyle +\left({\tfrac {a}{b}},{\tfrac {c}{d}}\right):={\tfrac {a}{b}}+{\tfrac {c}{d}}={\tfrac {(a\cdot d)+(b\cdot c)}{b\cdot d}},\ \forall {\tfrac {a}{b}},{\tfrac {c}{d}}\in Q(R)}
Es sencillo comprobar que es una operación interna bien definida, asociativa, conmutativa, que tiene elemento neutro {\displaystyle {\tfrac {0}{b}}} para cualquier {\displaystyle b}, y que todo elemento {\displaystyle {\tfrac {a}{b}}\in Q(R)} tiene por elemento opuesto a {\displaystyle {\tfrac {-a}{b}}}. Así, {\displaystyle (Q(R),+)} tiene estructura de un grupo abeliano.

### Producto
Definimos la multiplicación en el cuerpo de fracciones como {\displaystyle \cdot :Q(R)\times Q(R)\longrightarrow Q(R)} de la siguiente manera: 
{\displaystyle \cdot ({\tfrac {a}{b}},{\tfrac {c}{d}}):={\tfrac {a}{b}}\cdot {\tfrac {c}{d}}={\tfrac {a\cdot c}{b\cdot d}},\ \forall {\tfrac {a}{b}},{\tfrac {c}{d}}\in Q(R)}.
Es sencillo comprobar que es una operación interna bien definida, asociativa, conmutativa, que tiene elemento neutro {\displaystyle {\tfrac {a}{a}}} para cualquier {\displaystyle a}, y que todo elemento {\displaystyle {\tfrac {a}{b}}\in (Q(R)\setminus \{0\}} tiene por elemento simétrico (elemento inverso) a {\displaystyle {\tfrac {b}{a}}}. Así, {\displaystyle (Q(R)\setminus \{0\},\cdot )} es un grupo abeliano.

### Distributividad
Se demuestra sin dificultad que el producto (·) es distributivo respecto de la suma (+). Esto hace que {\displaystyle (Q(R),+,\cdot )} quede dotado de estructura de cuerpo.

## Ejemplos
- El cuerpo de fracciones del anillo de los números enteros es el cuerpo de los números racionales,  {\displaystyle \mathbf {Q} =\mathrm {Quot} (\mathbf {Z} )}.
- Sea  {\displaystyle R:=\{a+b\mathrm {i} |a,b\in \mathbb {Z} \}} el anillo de enteros gaussianos. Entonces {\displaystyle \mathrm {Quot} (R)=\{c+d\mathrm {i} |c,d\in \mathbf {Q} \}}, es el cuerpo de los racionales gaussianos {\displaystyle \mathbf {Q} (i)}, ejemplo de cuerpo de números algebraicos y cuerpo cuadrático.
- El cuerpo de fracciones de un cuerpo es canónicamente isomorfo a ese mismo cuerpo.
- Dado un dominio de integridad {\displaystyle A}, su anillo de polinomios en n indeterminadas {\displaystyle A[X_{1},\dots ,X_{n}]} es también un dominio de integridad, y por lo tanto se puede construir su cuerpo de fracciones.[7][8] A dicho cuerpo se le denomina cuerpo de funciones racionales con coeficientes en {\displaystyle A} en n indeterminadas, y se denota {\displaystyle K(X_{1},\dots ,X_{n})}.[9]